# Macrotarsina longimana
Macrotarsina longimana är en tvåvingeart som först beskrevs av Egger 1856.  Macrotarsina longimana ingår i släktet Macrotarsina och familjen gråsuggeflugor. Inga underarter finns listade i Catalogue of Life.